# 理查德·拉什 (导演)
理查德·拉什（英語：Richard Rush，1929年4月15日—2021年4月8日），男，美国电影导演、编剧、制片人。代表作为电影《特技人》。